# Trioceros schoutedeni
Trioceros schoutedeni là một loài thằn lằn trong họ Chamaeleonidae. Loài này được Laurent mô tả khoa học đầu tiên năm 1952.